# Ронская низменность
Ро́нская ни́зменность (фр. Vallée du Rhône) — низменность на юго-востоке Франции, простирающаяся по среднему и нижнему течению Роны, между Альпами и Центральным Французским массивом.
Протяжённость составляет 270 км. Низменность состоит из ряда котловин, разделённых возвышенностями, постепенно расширяется к югу. Речные террасы сложены преимущественно аллювиальными отложениями, местами сильно расчленены. Климат переходный от умеренного к субтропическому, средиземноморскому. Количество осадков составляет 600—800 мм в год.
Большие площади заняты посевами зерновых, виноградниками и садами, в дельте Роны выращивают рис. По территории низменности проходят железнодорожные и автомобильные пути, связывающие север и юг Франции. Крупные города: Лион, Авиньон, Арль, Валанс.